# Bonizo de Sutri
Bonizo de Sutri (em latim: Bonizio Sutrensis) foi um bispo de Sutri, na Itália central, e aliado do papa Gregório VII em suas reformas no século XI. Nasceu provavelmente por volta de 1045, em Milão, no norte da Itália. Ainda muito jovem, juntou-se ao partido conhecido como Pataria e, subdiácono em Placência, entrou em conflito com Dionísio, bispo da cidade. Em 1074, foi a Roma e caiu nas graças de Gregório, que o nomeou bispo de Sutri. 
Bonizo participou de diversos concílios realizados em Roma e, em 1078, viajou para Cremona como legado papal, onde consagrou uma igreja de São Tomé.
Na disputa de Gregório VII com o imperador Henrique IV, parte da Controvérsia das investiduras, ficou do lado do papa. Foi preso por Henrique em 1082 e deixado na custódia do antipapa Clemente III. Escapou cerca de um ano depois e viveu muitos anos sob a proteção da condessa Matilda da Toscana.
Em 1086, estava presente no funeral de seu amigo Anselmo de Lucca. Logo depois, foi eleito para a sé de Placência pelos patarienses, mas, por conta da forte oposição recebida, não conseguiu assumir o posto antes de 1088, quando recebeu forte apoio do papa Urbano II. Seus inimigos, porém, conseguiram cegá-lo e aleijá-lo em julho de 1090.
É provável que Bonizo tenha falecido em Cremona em 1095 (50 anos).

## Obras
- "Paradisus", trechos das obras de Santo Agostinho (ainda não publicado)
- Um breve tratado sobre os sacramentos (Muratori, Antiquitates Italicae Med. Aevi III, in  Migne: Patrologia Latina, 150).
- "Decretum" ou "De Vitâ Christianâ", uma obra em dez livros sobre lei eclesiástica e teologia moral escrita a pedido de um tal "padre Gregório" (fragmentos desta obra estão em "Nova Bibliotheca", VII, iii, 1-76, do cardeal Angelo Mai (Roma, 1854).
- "In Hugonem schismaticum", perdida, provavelmente escrita contra o cardeal cismático Hugo Candidus.
- Uma d escrição das várias classes de juízes no Império Romano e na Igreja Católica Romana (ed. Blühme, na Mon. Ger. Hist. Leges, IV).
- A "Liber ad amicum", uma história eclesiástica na qual o autor relata os eventos de sua época.

## Atribuição
- "Bonizo of Sutri" na edição de 1913 da Enciclopédia Católica (em inglês).  Em domínio público.